# Jordan Thompson
Jordan Thompson (* 20. April 1994 in Sydney, New South Wales) ist ein australischer Tennisspieler.

## Karriere
Jordan Thompson spielt hauptsächlich auf der ATP Challenger Tour und der ITF Future Tour. Er feierte bislang zwei Einzel- und vier Doppelsiege auf der Future Tour.
Sein Debüt im Einzel auf der ATP World Tour gab er im Januar 2014 bei den Australian Open, wo er jedoch bereits in der ersten Hauptrunde an Jerzy Janowicz scheiterte.
Seinen ersten Auftritt auf World-Tour-Level im Doppel hatte er zusammen mit Benjamin Mitchell, mit dem er ein Doppelpaar bildete, ebenfalls bei den Australian Open in Melbourne im Januar 2014. Hierbei gewannen sie ihre Erstrundenpartie knapp gegen Carlos Berlocq und Alejandro González, bevor sie in Runde zwei an den späteren Siegern Łukasz Kubot und Robert Lindstedt scheiterten.
2017 gab er sein Debüt für die australische Davis-Cup-Mannschaft. Seine Debütpartie gegen Jiří Veselý in der Begegnung gegen Tschechien gewann er ohne Satzverlust.

## Erfolge
| Legende (Anzahl der Siege)      |
| Grand Slam (1)                  |
| ATP World Tour Finals           |
| ATP World Tour Masters 1000 (1) |
| ATP World Tour 500              |
| ATP World Tour 250 (7)          |
| ATP Challenger Tour (17)        |

| ATP-Titel nach Belag |
| Hartplatz (5)        |
| Sand (3)             |
| Rasen (1)            |

### Einzel

#### Turniersiege

##### ATP Tour
| Nr. | Datum            | Turnier   | Belag     | Finalgegner | Ergebnis  |
| --- | ---------------- | --------- | --------- | ----------- | --------- |
| 1.  | 24. Februar 2024 | Los Cabos | Hartplatz | Casper Ruud | 6:3, 7:64 |

##### ATP Challenger Tour
| Nr. | Datum              | Turnier             | Belag         | Finalgegner        | Ergebnis      |
| --- | ------------------ | ------------------- | ------------- | ------------------ | ------------- |
| 1.  | 28. Februar 2016   | Cherbourg-Octeville | Hartplatz (i) | Adam Pavlásek      | 4:6, 6:4, 6:1 |
| 2.  | 1. Mai 2016        | Anning              | Sand          | Mathias Bourgue    | 6:3, 6:2      |
| 3.  | 16. Oktober 2016   | Ho-Chi-Minh-Stadt   | Hartplatz     | Gō Soeda           | 5:7, 7:5, 6:1 |
| 4.  | 30. Oktober 2016   | Traralgon (1)       | Hartplatz     | Grega Žemlja       | 6:1, 6:2      |
| 5.  | 17. Februar 2018   | Chennai             | Hartplatz     | Yuki Bhambri       | 7:5, 3:6, 7:5 |
| 6.  | 28. Oktober 2018   | Traralgon (2)       | Hartplatz     | Yoshihito Nishioka | 6:3, 6:4      |
| 7.  | 4. November 2018   | Canberra            | Hartplatz     | Nicola Kuhn        | 6:1, 5:7, 6:4 |
| 8.  | 5. Juni 2022       | Surbiton            | Rasen         | Denis Kudla        | 7:5, 6:3      |
| 9.  | 25. September 2022 | Columbus            | Hartplatz (i) | Emilio Gómez       | 7:66, 6:2     |
| 10. | 26. Februar 2023   | Rome                | Hartplatz (i) | Alex Michelsen     | 6:4, 6:2      |
| 11. | 7. Mai 2023        | Gwangju             | Hartplatz     | Max Purcell        | 6:3, 6:2      |

#### Finalteilnahmen
| Nr. | Datum         | Turnier              | Belag     | Finalgegner        | Ergebnis        |
| --- | ------------- | -------------------- | --------- | ------------------ | --------------- |
| 1.  | 16. Juni 2019 | ’s-Hertogenbosch (1) | Rasen     | Adrian Mannarino   | 6:77, 3:6       |
| 2.  | 18. Juni 2023 | ’s-Hertogenbosch (2) | Rasen     | Tallon Griekspoor  | 7:64, 6:73, 3:6 |
| 3.  | 28. Juli 2024 | Atlanta              | Hartplatz | Yoshihito Nishioka | 6:4, 6:72, 2:6  |

### Doppel

#### Turniersiege

##### ATP World Tour
| Nr. | Datum             | Turnier          | Belag         | Partner            | Finalgegner                          | Ergebnis         |
| --- | ----------------- | ---------------- | ------------- | ------------------ | ------------------------------------ | ---------------- |
| 1.  | 8. Januar 2017    | Brisbane         | Hartplatz     | Thanasi Kokkinakis | Gilles Müller Sam Querrey            | 7:67, 6:4        |
| 2.  | 9. April 2023     | Houston (1)      | Sand          | Max Purcell        | Julian Cash Henry Patten             | 4:6, 6:4, [10:5] |
| 3.  | 11. Februar 2024  | Dallas           | Hartplatz (i) | Max Purcell        | William Blumberg Rinky Hijikata      | 6:4, 2:6, [10:8] |
| 4.  | 24. Februar 2024  | Los Cabos        | Hartplatz     | Max Purcell        | Gonzalo Escobar Alexander Nedowessow | 7:5, 7:62        |
| 5.  | 6. April 2024     | Houston (2)      | Sand          | Max Purcell        | William Blumberg John Peers          | 7:5, 6:1         |
| 6.  | 4. Mai 2024       | Madrid           | Sand          | Sebastian Korda    | Ariel Behar Adam Pavlásek            | 6:3, 7:67        |
| 7.  | 7. September 2024 | US Open          | Hartplatz     | Max Purcell        | Kevin Krawietz Tim Pütz              | 6:4, 7:64        |
| 8.  | 15. Juni 2025     | ’s-Hertogenbosch | Rasen         | Matthew Ebden      | Julian Cash Lloyd Glasspool          | 6:4, 3:6, [10:7] |

##### ATP Challenger Tour
| Nr. | Datum            | Turnier    | Belag       | Partner           | Finalgegner                         | Ergebnis          |
| --- | ---------------- | ---------- | ----------- | ----------------- | ----------------------------------- | ----------------- |
| 1.  | 28. Februar 2015 | Kyōto (1)  | Teppich (i) | Benjamin Mitchell | Gō Soeda Yasutaka Uchiyama          | 6:3, 6:2          |
| 2.  | 5. Februar 2016  | Launceston | Hartplatz   | Luke Saville      | Dayne Kelly Matt Reid               | 6:1, 4:6, [13:11] |
| 3.  | 26. März 2016    | Shenzhen   | Hartplatz   | Luke Saville      | Saketh Myneni Jeevan Nedunchezhiyan | 3:6, 6:4, [12:10] |
| 4.  | 31. Juli 2016    | Lexington  | Hartplatz   | Luke Saville      | Nicolaas Scholtz Tucker Vorster     | 6:2, 7:5          |
| 5.  | 5. November 2016 | Canberra   | Hartplatz   | Luke Saville      | Matt Reid John-Patrick Smith        | 6:2, 6:3          |
| 6.  | 24. Februar 2018 | Kyōto (2)  | Teppich (i) | Luke Saville      | Gō Soeda Yasutaka Uchiyama          | 6:3, 5:7, [10:6]  |

#### Finalteilnahmen
| Nr. | Datum          | Turnier      | Belag     | Partner         | Finalgegner                       | Ergebnis          |
| --- | -------------- | ------------ | --------- | --------------- | --------------------------------- | ----------------- |
| 1.  | 1. August 2021 | Atlanta (1)  | Hartplatz | Steve Johnson   | Reilly Opelka Jannik Sinner       | 4:6, 7:66, [3:10] |
| 2.  | 30. Juli 2023  | Atlanta (2)  | Hartplatz | Max Purcell     | Nathaniel Lammons Jackson Withrow | 6:73, 6:74        |
| 3.  | 13. Juli 2024  | Wimbledon    | Rasen     | Max Purcell     | Harri Heliövaara Henry Patten     | 7:67, 6:78, 6:79  |
| 4.  | 16. März 2025  | Indian Wells | Hartplatz | Sebastian Korda | Marcelo Arévalo Mate Pavić        | 3:6, 4:6          |

## Abschneiden bei Grand-Slam-Turnieren

### Einzel
| Turnier         | 2013 | 2014 | 2015 | 2016 | 2017 | 2018 | 2019 | 2020 | 2021 | 2022 | 2023 | 2024 | 2025 | Karriere |
| --------------- | ---- | ---- | ---- | ---- | ---- | ---- | ---- | ---- | ---- | ---- | ---- | ---- | ---- | -------- |
| Australian Open | Q2   | 1    | 1    | 1    | 2    | 1    | 2    | 2    | 1    | 1    | 1    | 2    | 2    | 2        |
| French Open     | —    | —    | Q1   | 2    | 1    | 1    | 3    | 1    | 1    | 1    | 1    | 1    | 1    | 3        |
| Wimbledon       | —    | —    | —    | 1    | 1    | 1    | 1    |      | 3    | 2    | 2    | 2    | AF   | AF       |
| US Open         | —    | —    | —    | 1    | 2    | 1    | 2    | AF   | 2    | 2    | 1    | AF   |      | AF       |

Zeichenerklärung: S = Turniersieg; F, HF, VF, AF = Einzug ins Finale / Halbfinale / Viertelfinale / Achtelfinale; 1, 2, 3 = Ausscheiden in der 1. / 2. / 3. Hauptrunde; Q1, Q2, Q3 = Ausscheiden in der 1. / 2. / 3. Qualifikationsrunde; nicht ausgetragen

### Doppel
| Turnier         | 2014 | 2015 | 2016 | 2017 | 2018 | 2019 | 2020 | 2021 | 2022 | 2023 | 2024 | 2025 | Karriere |
| --------------- | ---- | ---- | ---- | ---- | ---- | ---- | ---- | ---- | ---- | ---- | ---- | ---- | -------- |
| Australian Open | 2    | —    | —    | 1    | 1    | 1    | 1    | —    | 1    | 2    | 2    | —    | 2        |
| French Open     | —    | —    | —    | AF   | —    | 1    | 2    | 1    | 2    | —    | AF   | 1    | AF       |
| Wimbledon       | —    | —    | 2    | 2    | —    | 2    |      | 1    | 2    | AF   | F    | AF   | F        |
| US Open         | —    | —    | —    | AF   | —    | 1    | —    | 1    | —    | 1    | S    |      | S        |